# الصراع العربي الإسرائيلي
يشير الصراع العربي الإسرائيلي إلى التوتر السياسي والصراعات العسكرية والنزاعات بين عدد من البلدان العربية ‌ وإسرائيل. إن جذور الصراع العربي الإسرائيلي مرتبطة في ظهور الصهيونية ‌والقومية العربية قرب نهاية القرن التاسع عشر. وينظر الفلسطينيين إلى الإقليم باعتباره وطنهم التاريخي الذي عاشوا فيه لآلاف السنين، في المقابل يعتبر اليهود بأنَّها "أرض الميعاد" وأنَّهم وعدوا بهذه الأرض وفقًا لنصوص في التوراة، وفي السياق الإسلامي، فإنَّها أراضي إسلامية. وقد نشأ الصراع الطائفي بين اليهود والعرب الفلسطينيين في أوائل القرن العشرين، وبلغ ذروته في حرب واسعة النطاق في عام 1947 تخلله حملة تطهير عرقي وتهجير كبرى للفلسطينيين من قراهم ومدنهم، وتحول إلى الحرب العربية الإسرائيلية الأولى في مايو 1948 عقب إعلان قيام دولة إسرائيل.
انتهت معظم الأعمال العدائية الواسعة النطاق باتفاقات وقف إطلاق النار بعد حرب أكتوبر 1973. ووقعت اتفاقات سلام بين إسرائيل ‌ومصر في عام 1979، مما أدى إلى انسحاب إسرائيل من شبه جزيرة سيناء وإلغاء نظام الحكم العسكري في الضفة الغربية و‌قطاع غزة، لصالح الإدارة المدنية الإسرائيلية وما ترتب عليه من ضم من جانب واحد لمرتفعات الجولان و‌القدس الشرقية.
تحولت طبيعة الصراع على مر السنوات من الصراع العربي الإسرائيلي الإقليمي الواسع النطاق إلى صراع فلسطيني إسرائيلي محلي أكثر، بالغًا ذروته خلال حرب لبنان 1982. وقد أدت اتفاقيات أوسلو المؤقتة إلى إنشاء السلطة الوطنية الفلسطينية في عام 1994، في إطار عملية السلام الفلسطينية الإسرائيلية. وفي نفس العام، توصلت إسرائيل و‌الأردن إلى اتفاق سلام. تم الحفاظ على وقف إطلاق النار إلى حد كبير بين إسرائيل وسوريا، وكذلك في الآونة الأخيرة مع لبنان (منذ عام 2006). إلا أن التطورات التي حدثت في سياق الحرب الأهلية السورية قد بدل بصورة فعالة الحالة بالقرب من الحدود الشمالية الإسرائيلية مما جر الجمهورية العربية السورية، و‌حزب الله و‌المعارضة السورية إلى خلاف مع بعضهما البعض وعلاقات معقدة مع إسرائيل.
الصراع بين إسرائيل وغزة الخاضعة لحركة حماس، الذي أسفر عن وقف إطلاق النار في عام 2014، يندرج عادة في إطار الصراع الفلسطيني الإسرائيلي فالصراع العربي الإسرائيلي. غير أن مرحلة 2006–2012، تعزى أيضًا إلى الحرب الإيرانية بالوكالة مع إسرائيل في المنطقة. وبين عامي 2012 و2017، قطعت إيران معظم علاقاتها مع حركة حماس السنية بسبب الحرب الأهلية السورية.
على الرغم من اتفاقات السلام مع مصر والأردن، واتفاقيات السلام المؤقتة مع دولة فلسطين ووقف إطلاق النار القائم بصفة عامة، لا يزال العالم العربي وإسرائيل على خلاف مع بعضهما البعض بشأن العديد من المسائل.

## إطار الصراع العربي الإسرائيلي
يطلق البعض على هذا الصراع اسم نزاع الشرق الأوسط ليشير إلى تركزه في منطقة الشرق الأوسط لكن هذا المصطلح غامض قليلا بسبب وجود عدة صراعات في منطقة الشرق الأوسط لكن النزاع العربي الإسرائيلي يبقى الأساسي والمركزي بينها. هذا الصراع يرتبط عضويا بموضوع الصراع الفلسطيني الإسرائيلي فقضيته المحورية وسببه الأساسي هو إقامة الحركة الصهيونية لدولة قومية دينية لليهود على أرض فلسطين.

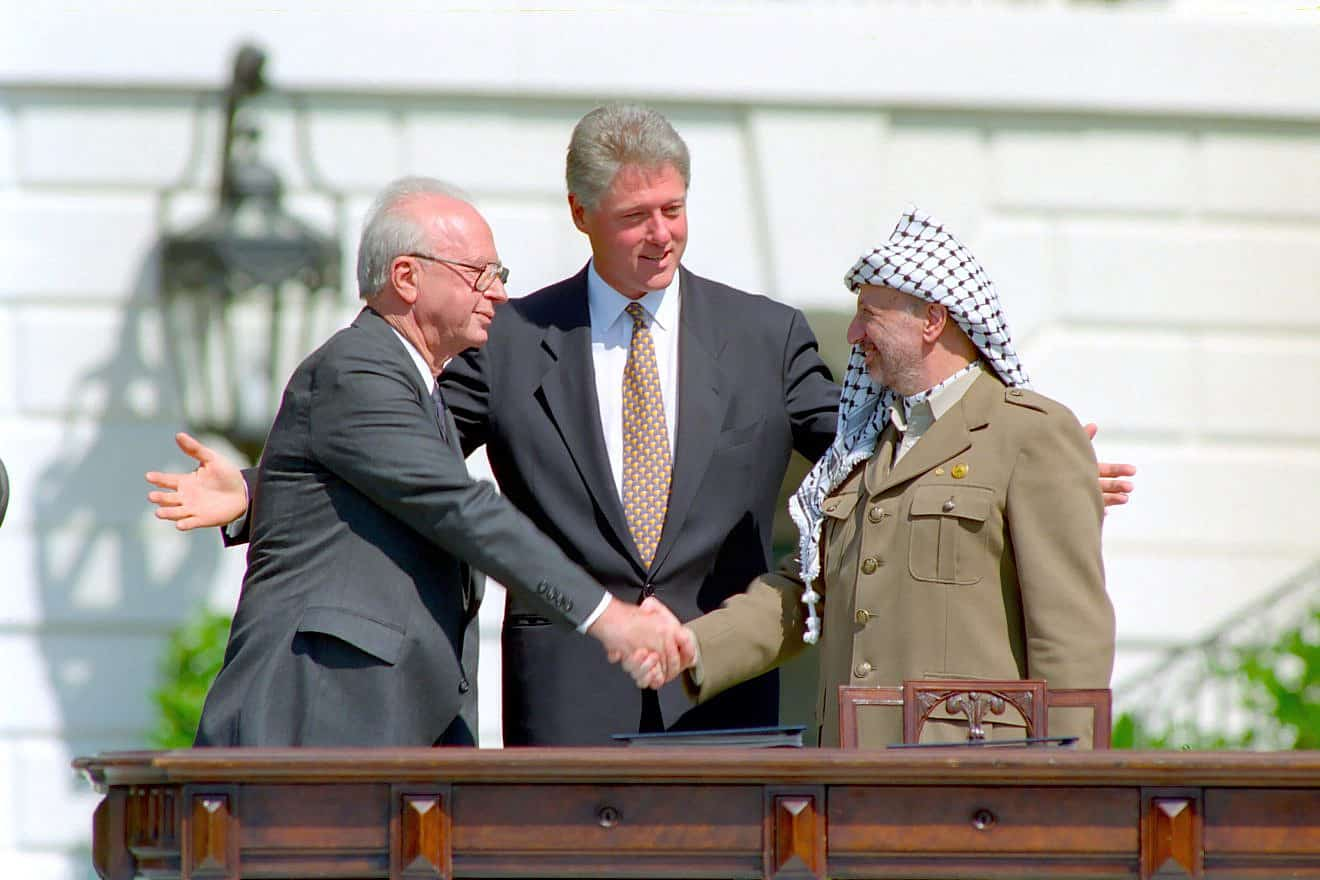
ياسر عرفات وبيل كلينتون وإسحاق رابين في أوسلو من مراسم التوقيع في 13 سبتمبر 1993.

يعتبر من قبل الكثير من المحللين والسياسين العرب سبب أزمة هذه المنطقة وتوترها.بالرغم من أن هذا الصراع يحدث ضمن منطقة جغرافية صغيرة نسبيا، إلا أنه يحظى باهتمام سياسي وإعلامي كبير نظرا لتورط العديد من الأطراف الدولية فيه وغالبا ما تكون الدول العظمى في العالم منخرطة فيه نظرا لتمركزه في منطقة حساسة من العالم وارتباطه بقضايا إشكالية تشكل ذروة أزمات للعالم المعاصر: مثل الصراع بين الشرق والغرب، علاقة الأديان مع بعضها: اليهودية والمسيحية والإسلام، علاقات العرب مع الغرب وأهمية النفط العربي للدول الغربية، أهمية وحساسية القضية اليهودية في الحضارة الغربية خصوصا بعد الحرب العالمية الثانية والهولوكوست اليهودي وقضايا معاداة السامية وقوى ضغط اللوبيات اليهودية في العالم الغربي. على الصعيد العربي يعتبر الكثير من المفكرين والمناظرين العرب وحتى السياسيين أن قضية النزاع العربي الإسرائيلي هي القضية والأزمة المركزية في المنطقة وكثيرا ما يربطها بعض المفكرين بقضايا النهضة العربية وقضايا الأنظمة الشمولية وضعف الديمقراطيات في العالم العربي. الكثير من الأمور السياسية والاقتصادية وأزمات حقوق الإنسان وقمع الحريات السياسية في دول الجوار الإسرائيلي يربطها سياسيو هذه الأنظمة بالصراع العربي الإسرائيلي وعدم السماح لمن يدعوهم «الخونة» بالتعامل مع إسرائيل «العدو الأكبر للعرب».
يتفرع عن هذه القضية موضوع أساسي يطرح من قبل العديد من الحكومات الغربية وعلى رأسها حكومة الولايات المتحدة الأمريكية وهي قضية السلام، فمنذ توقيع الرئيس المصري أنور السادات لاتفاقية كامب ديفيد ثم اتفاقية أوسلو بين منظمة التحرير الفلسطينية بقيادة ياسر عرفات ورئيس وزراء إسرائيل المغتال إسحاق رابين ثم اتفاقية وادي عربة بين الأردن وإسرائيل نشأ استقطاب جديد بين الأنظمة العربية بين بعضها، كما حصل تباعد واضح بين بعض الأنظمة العربية التي ترى أن السلام قد يكون مفيد مرحليا للعرب في ظل انعدام توازن القوى وبين الكثير من الجماهير العربية التي لا تقبل التسوية مع إسرائيل أو ما يختصر في الثقافة الرائجة بـ «اليهود».

## أحداث الصراع

### حرب فلسطين

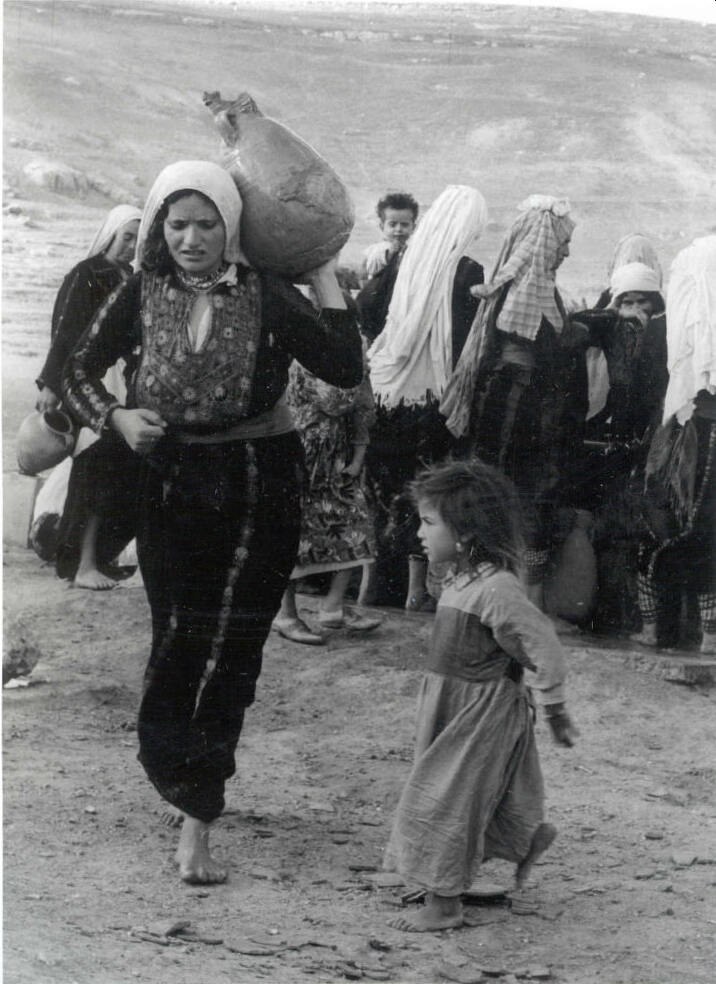
فلسطينية بالرداء التقليدي في النكبة

في ظل الإنتداب البريطاني على فلسطين، تسارعت هجرة يهود من أوروبا ضمن إطار الحركة الصهيونية القومية اليهودية، وقام الصهاينة جيدو التسليح بحرب تطهير عرقي للفلسطينيين من 30 نوفمبر 1947 م، (تاريخ تصويت مجلس الأمم المتحدة لصالح إنهاء الانتداب البريطاني على فلسطين، وخطة الأمم المتحدة للتقسيم)، طاردين معظم السكان وخالقين تغيرا مقصود وحاد للتوازنات في فلسطين، معلنة (أي الحركة الصهيونية) عقبها إنشاء دولة إسرائيل، وتحوّل المواجهة لما يعرف بالحرب العربية - الإسرائيلية.
بدأ الفلسطينيون مع حرب التطهيرالتي يقوم بها الصهاينة بتنظيم لجان محلية للدفاع عن النفس، لكن لم يكن هناك بعد سحق الانتداب البريطاني للثورة الفلسطينية عليهم سوى 2500 من الثوار و4000 متطوع عربي وفلسطيني أطلق عليهم جيش الإنقاذ، ومع إعلان الصهاينة قيام دولتهم، قامت الحرب العربية-الإسرائيلية المعروفة بحرب عام 1948، شاركت فيها من الطرف العربي جيوش الدول العربية المجاورة لإسرائيل بالإضافة لما كان يعرف بجيش الإنقاذ العربي، بالإضافة أيضاً لآلاف المتطوعين من البلاد العربية والإسلامية، وأشهر هؤلاء المتطوعين مجموعات الإخوان المسلمين[بحاجة لمصدر]. أما الصهاينة فكان تعداد جيش الهاجانا 35 ألفا بالإضافة إلى 10 آلاف مقاتل من وحدات الكومندوس البلماح وعصابتي الإرجون وشتيرن، وهي منظمات صهيونية مختلفة التي كانت قد تأسست ودعمت في فترة الاحتلال البريطاني لفلسطين، قبل إعلان قيام دولة إسرائيل عام 1948.
كانت نتيجة هذه الحرب المباشرة هزيمة العرب ووقوع كارثة التهجير الفلسطيني وتشريد الشعب الفلسطيني وتحول أكثريته إلى لاجئين. وأهم أسباب هزيمة الطرف العربي الصراعات العربية العربية التي منعت من التنسيق الحقيقي، وتبعية قيادات الجيوش العربية لدول أجنبية، إضافة للدعم الغربي للدولة الصهيونية الناشئة.

### أزمة السويس
- العدوان الثلاثي على مصر(تشرين الأول 1956): شنته إسرائيل وإنجلترا وفرنسا بسبب القرار الذي اتخذه الرئيس جمال عبد الناصر بتأميم قناة السويس. وقد توقف العدوان بفعل المقاومة المصرية والتهديد السوفييتي بالتدخل في الحرب ومن ثم التدخل الأمريكي بالتوجيه للدول المعتدية بضرورة وقف العدوان.

### نتائج الأزمة
- فشل الهجوم الثلاثي وسحب الدول الثلاثة لقواتها خارج مصر.
- وضعت قوات طوارئ دولية على الحدود المشتركة بين مصر وإسرائيل.
- تزايد التوجهات القومية والتحررية في دول المشرق العربي.
- تعريب قيادة الجيش العربي وإلغاء الأردن لمعاهدة التحالف مع إنجلترا.
- قيام دولة الوحدة بين مصر وسوريا (1958) فيما عرف بالجمهورية العربية المتحدة.
- انسحاب العراق من حلف بغداد.
- تأسيس منظمة التحرير الفلسطينية على يد احمد الشقيري.
- المقاطعة العربية لإسرائيل.
- تدفق المساعدات الخارجية على إسرائيل.

### معركة السموع

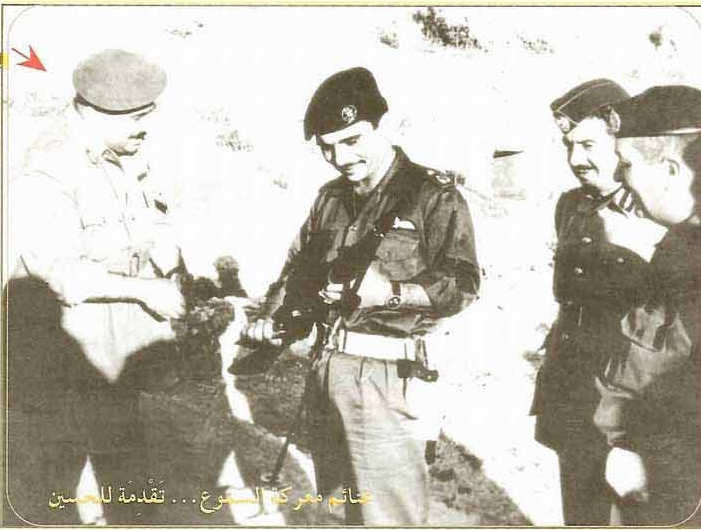
بهجت المحيسن يسلم الملك الحسين عينة من غنائم المعركة.

في صبيحة يوم 13 تشرين الثاني / نوفمبر 1966 حشد اللواء المدرع الإسرائيلي السابع قواته على الحدود الأردنية دخلت منه قوة بقيادة العقيد يواف شاهام من 400 مقاتل محمولين في عربات نصف مجنزرة و20 دبابة وانقسمت إلى قوتين. اتجهت القوة الأساسية إلى قرية السموع والأخرى ذهبت باتجاه آخر بقصد التضليل. وتصدت لها كتيبة صلاح الدين الأيوبي التابعة للواء المشاة حطين من الجيش الأردني يقودها العقيد  الركن بهجت المحيسن. تذرعت إسرائيل بوجود قواعد للمقاومة الفلسطينية في السموع. ودمرت أكثر من 150 منشأة مدنية منهم 120 منزلا بصورة تدمير شامل. أصطدمت بهم القوة الأردنية في قتال شرس. اضطرتهم في نهاية ذلك اليوم للانسحاب كما استطاعت حماية خروج الأهالي من القرية بأقل الخسائر الممكنة بالأرواح المدنية.
قتل العقيد الإسرائيلي، وجرح قائد اللواء الأردني أثناء احتدام القتال.
اختلفت الآراء حول الأسباب الفعلية لهذه المعركة التي تعتبر الأكبر بعد العدوان الثلاثي على مصر، ولكن أجمع المحللون أنها كانت تمهيدا لحرب 1967.

### حرب الأيام الستة أو نكسة حزيران
يدعوها الإسرائيليون «حرب الأيام الستة»، في وسائل الإعلام العربية يطلق عليها ببساطة «النكسة» أو «حرب 5 حزيران». حسب العديد من المصادر [أي منها؟]، فإن الحرب قد اشتعلت بسبب معلومات استخباراتية مضللة قدمتها الاستخبارات السوفيتية للرئيس المصري جمال عبد الناصر بهدف الضغط على مصر لشراء المزيد من الأسلحة الروسية، مفادها نية إسرائيل الهجوم على سوريا. ونتيجة لذلك، أعلن جمال عبد الناصر حالة الطوارئ وأطلق التهديدات والوعود. في المقابل قامت إسرائيل، بإعلان حالة الطورائ تحسباً للهجوم المصري المحتمل. لكن الاستعداد الإسرائيلي للحرب وخطة الهجوم على الدول العربية أثناء الحرب توضح استعداد إسرائيل المسبق ونيتها دخول الحرب مع الدول العربية التي تهدد الوجود الإسرائيلي. بدأًت المعارك في 5 حزيران 1967 بهجوم مفاجئ شنته القوات الجوية الإسرائيلية على المطارات العسكرية المصرية، حيث حلقت المقاتلات الإسرائيلية على مستوى منخفض لتفادي التقاطها من قبل الرادارات المصرية.
حققت الهجمة أهدافها، وتم تحييد القوات الجوية المصرية مما سمح للقوات البرية الإسرائيلية بالتغول في شبه جزيرة سيناء مدعومة بالغطاء الجوي. انسحب الجيش المصري بشكل غير منظم مما كبد الجيش المصري المزيد من الخسائر. احتلت إسرائيل قطاع غزة وشبه جزيرة سيناء والضفة الغربية وهضبة الجولان في سوريا. خلال 6 أيام ضاعفت إسرائيل مساحتها إلى 4 أضعاف بسبب أخطاء سياسية وعسكرية لدى الأنظمة العربية.

### نتائج الحرب
- إصدار مجلس الأمن الدولي للقرار 242 يدعو فيه إسرائيل إلى سحب قواتها من الأراضي التي احتلتها سنة 1967.
- تأكيد المؤتمر العربي بالخرطوم (1967) على التعاون العربي لاسترجاع الأراضي.
- تصعيد المقاومة الفلسطينية انطلاقا من دول المواجهة.

## معركة الكرامة

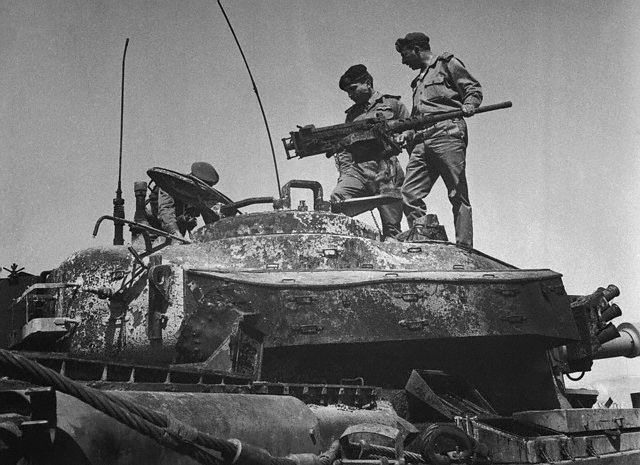
الملك الحسين القائد الأعلى للقوات المسلحة على ظهر دبابة إسرائيليّة معطوبة بعد معركة الكرامة.

هي معركة بين الجيش الأردني والفدائيين ضد الجيش الإسرائيلي من جهة أخرى في 21 آذار 1968.
انتصر الفدائيون والجيش الأردني تحت قيادة العميد الركن مشهور حديثة في ذلك الوقت  في هذه المعركة انتصارا مدويا[رأي منحاز] حيث قتل من الأسرائيليين 250 جنديا وجرح 450 في اقل من 15 ساعة[بحاجة لمصدر] وشهدت العاصمة عمّان جنازير الدبابات الإسرائيلية المحترقة مسحوبة بعربات وبداخلها جنود إسرائيليون قتلوا أثناء المعركة.
بدأت المعركة عندما دخلت القوات الإسرائيلية الأراضي الأردنية للقضاء على المقاومة الفلسطينية واحتلال تلال البلقاء ولكنها صدمت بالمقاومة العنيفة من المدفعية الأردنية وبعد 10 ساعات من القتال طالب الإسرائيليون ولأول مرة بالتاريخ بوقف إطلاق النار لكن الملك الحسين بن طلال رفض ذلك إلى حين خروج جميع القوات الغازية.
وبعد انقضاء 15 ساعة اضطر الإسرائيليون للانسحاب مهزومين.في أول انتصار لجيش عربي على إسرائيل وبعد عدة أشهر على الهزيمة في عام 1967.
وجد الجيش الأردني بعد انتهاء المعارك وثائق تدل ان الإسرائيليين كانو ينون احتلال مناطق واسعه في شرق الأردن كما افادت الوثائق ان وزير الدفاع الأسرائيلي موشيه دايان كان ينوي دعوة الصحافة الإسرائيلية للاجتماع معه على إحدى تلال البلقاء بعد انتهاء الأجتياح.[بحاجة لمصدر]

### حرب تشرين (أكتوبر)

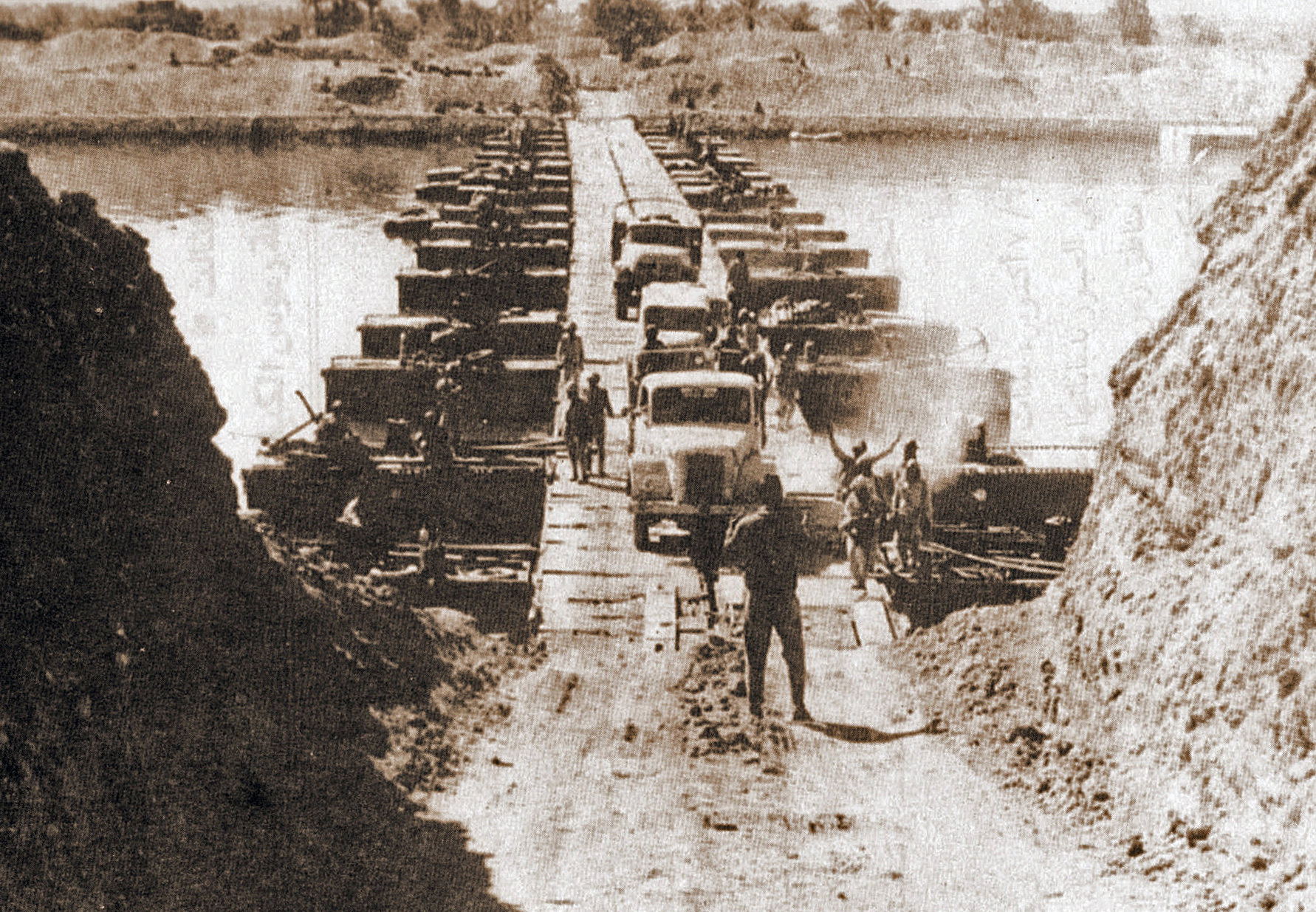
الجيش المصري لحظة عبور قناة السويس في 7 أكتوبر 1973.

هي حرب دارت بين مصر وسوريا من جهة والكيان الصهيونى من جهة أخرى في عام 1973 م. وتلقى الجيش الإسرائيلي ضربة قاسية في هذه الحرب حيث تم اختراق خط عسكري أساسي في شبه جزيرة سيناء وهو خط بارليف. وكان النجاح المصري ساحقا حتى 20 كم شرق القناة، وكان الرئيس المصري أنور السادات يعمل بشكل شخصي ومقرب مع قيادة الجيش السوري على التخطيط لهذه الحرب اما في سوريا فقد تقدمت القوات السورية حتى القنيطرة[ ؟ ] في الجولان إلا ان الهدوء بعد عدة أيام من الحرب على الجبهة المصرية جعل 80%من القوات الإسرائيلية[ ؟ ] تنتقل للجبهة السورية مما حدا بالجيش السوري للأنسحاب من معظم المناطق التي حررها ولا يُنسى أيضا دور الملك فيصل بن عبد العزيز والرئيس الجزائري هواري بومدين بقطع النفط على أمريكا[ ؟ ] وكل الدول التي تدعم الكيان الصهيوني إذ تزعم دول أوبك والخليج المصدرة للنفط كما ساهم في إمداد الجيش المصري والسوري بالأموال وتحريك صفقات السلاح للدولتين وأرسل بعض كتائب الجيش السعودي المدرب لسيناء والجولان للمساهمة في المجهود الحربي.

### نتائج الحرب
- تدمير الجيش المصري خط بارليف، وتدمير الجيش السوري خط آلون.
- حظر النفط 1973.
- استرداد السيادة الكاملة على قناة السويس.
- واسترداد جزء من الأراضي في شبه جزيرة سيناء وفي هضبة الجولان.
- عودة الملاحة في قناة السويس في حزيران 1975 م.
- وضع حد لأسطورة تفوق الجيش الإسرائيلي.
- اقتناع إسرائيل بضرورة تسوية الصراع العربي الإسرائيلي بالطرق السياسية.

### معاهدة السلام المصرية الإسرائيلية
قام الرئيس المصري محمد أنور السادات بإستغلال نتائج حرب تشرين الأول وبعد مبادرته بزيارة القدس في تشرين الثاني 1977، وقعت مصر وإسرائيل اتفاقيات كامب ديفيد[ ؟ ] في أيلول 1978 برعاية الولايات المتحدة الأمريكية والتي وضعت إطار للسلام بين البلدين، تبعها معاهدة السلام في 26 آذار 1979.

### نتائج المعاهدة
- أول معاهدة سلام لإسرائيل مع دولة عربية.
- انسحاب إسرائيل الكامل من شبه جزيرة سيناء وجعلها منطقة منزوعة السلاح.
- السماح للسفن الإسرائيلية بالملاحة في القناة.
- حيدت هذه المعاهدة أكبر دولة عربية في النزاع العربي الإسرائيلى.
- تبادل السفارات بين البلدين.
- تتفاوض إسرائيل مع الأردن والفلسطينيين لمنح حكم ذاتي للضفة الغربية وقطاع غزة.
- قاطعت الدول العربية مصر لمبادرتها الفردية في السلام مع إسرائيل ونقل مقر جامعة الدول العربية إلى تونس وعادت العلاقات مرة أخرى مع بداية الثمانينات.
- تعاظم دور الولايات المتحدة في المنطقة على حساب الإتحاد السوفيتى.
- التطبيع بين مصر وإسرائيل في المجالات المختلفة.
- اقتسام السادات ومناحم بيجين جائزة نوبل للسلام

### اتفاقيات أوسلو

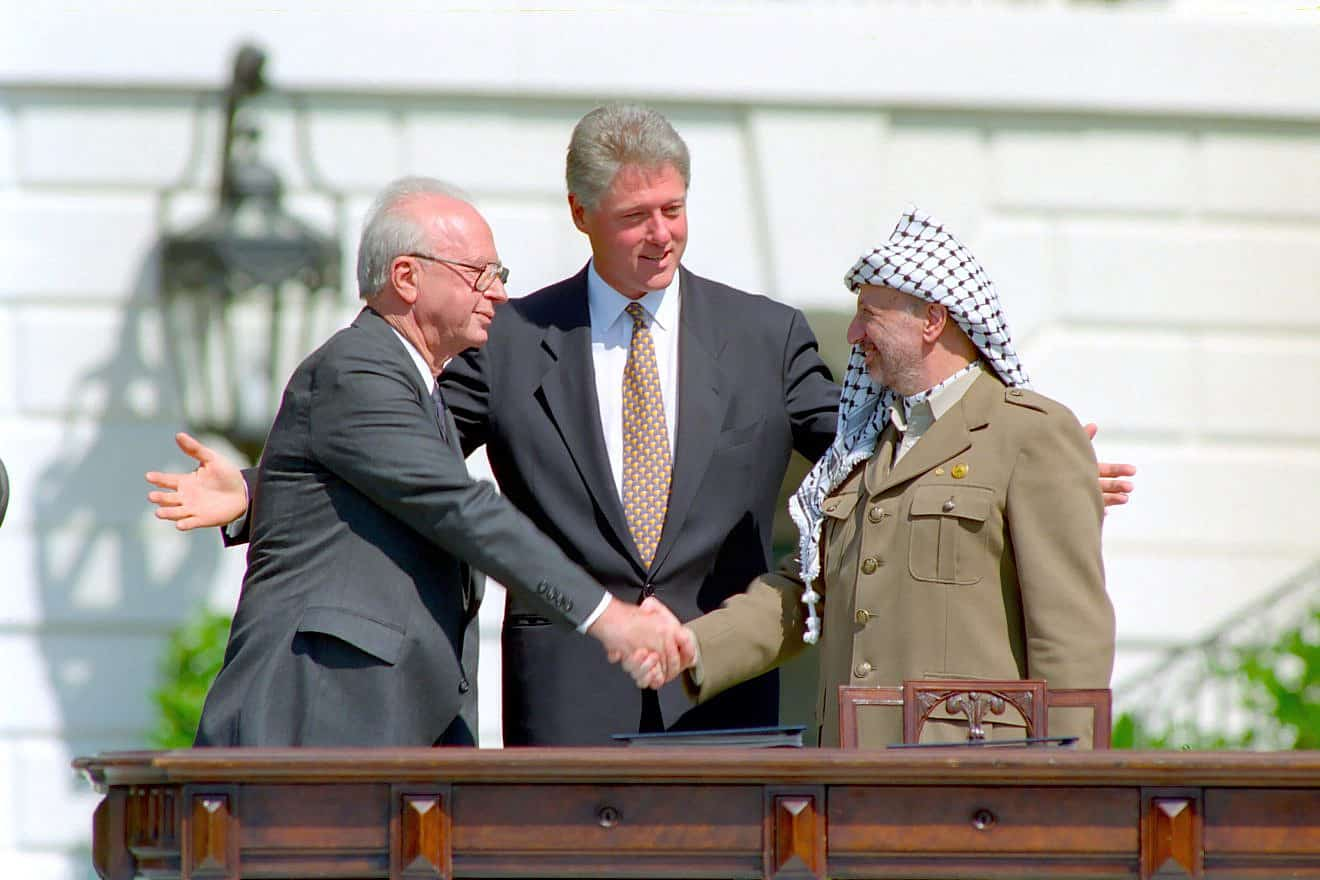
لحظة توقيع اتفاقية أوسلو برعاية أمريكية في واشنطن، ويظهر في الصورة رئيس منظمة التحرير الفلسطينية آنذاك ياسر عرفات ورئيس وزراء إسرائيل آنذاك إسحاق رابين

### الانتفاضة الفلسطينية الأولى

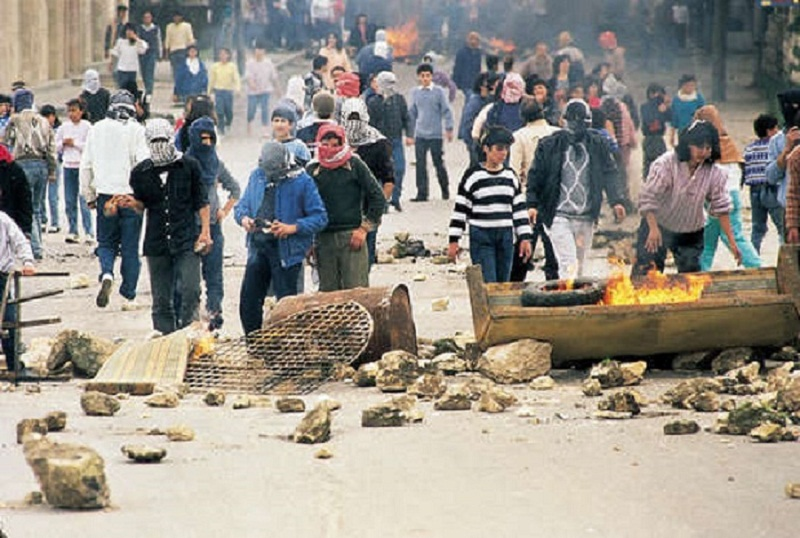
الإنتفاضة الفلسطينية الأولى

قامت إنتفاضة شعبية عفوية في فلسطين يوم 8 ديسمبر/كانون الأول 1987 عندما قام سائق شاحنة إسرائيلي بدهس مجموعة من العمّال الفلسطينيّين على حاجز «إريز»، الذي يفصل قطاع غزة عن بقية الأراضي الفلسطينية منذ سنة 1948، وكان ذلك في جباليا، في قطاع غزة، انتقلت إلى كل مدن وقرى ومخيّمات فلسطين، كرد فعل على الوضع العام المزري بالمخيمات وعلى انتشار البطالة وإهانة الشعور القومي والقمع اليومي الذي تمارسه سلطات الاحتلال الإسرائيلي ضد الفلسطينيين. استمر تنظيم الانتفاضة من قبل القيادة الوطنية الموحدة الفلسطينية ومنظمة التحرير الفلسطينية فيما بعد.هدأت الانتفاضة في العام 1991، وتوقفت نهائياً مع توقيع اتفاقية أوسلو بين إسرائيل ومنظمة التحرير الفلسطينية عام 1993.

## مؤتمرات السلام

### معاهدة السلام الأردنية الإسرائيلية

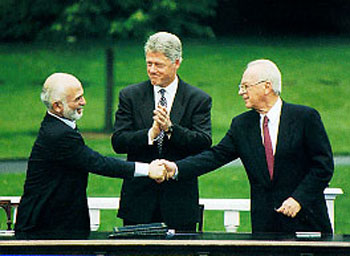
مصافحة بين الملك الحسين بن طلال ملك الأردن واسحق رابين رئيس وزراء إسرائيل، برفقة بيل كلينتون، خلال مفاوضات السلام بين إسرائيل والأردن في 25 يوليو 1994.

شهدت العلاقات الأردنية الإسرائيلية[ ؟ ] تطورا ملحوظا مع مطلع السبعينات، واستمرت في التحسن شيئا فشيئا إلى أن تم توقيع معاهدة السلام بين الأردن وإسرائيل في سنة 1994.

### نتائج المعاهدة
- تبادل السفارات.
- التطبيع في جميع المجالات وأهمها المياه.
- حرية الملاحة لسفن الدولتين
- حياد الأردن عن الصراع مع إسرائيل.

أن ألأردن قام باجراء معاهدة السلام في اطار عملية السلام التي كانت تجري على كل المسارات: المسار السوري، المسار الفلسطيني.. واستطاع الأردن بوساطة أمريكية أن يستعيد معظم حقوقه المستلبة من أرض وموارد ماء.

## حرب لبنان 2006

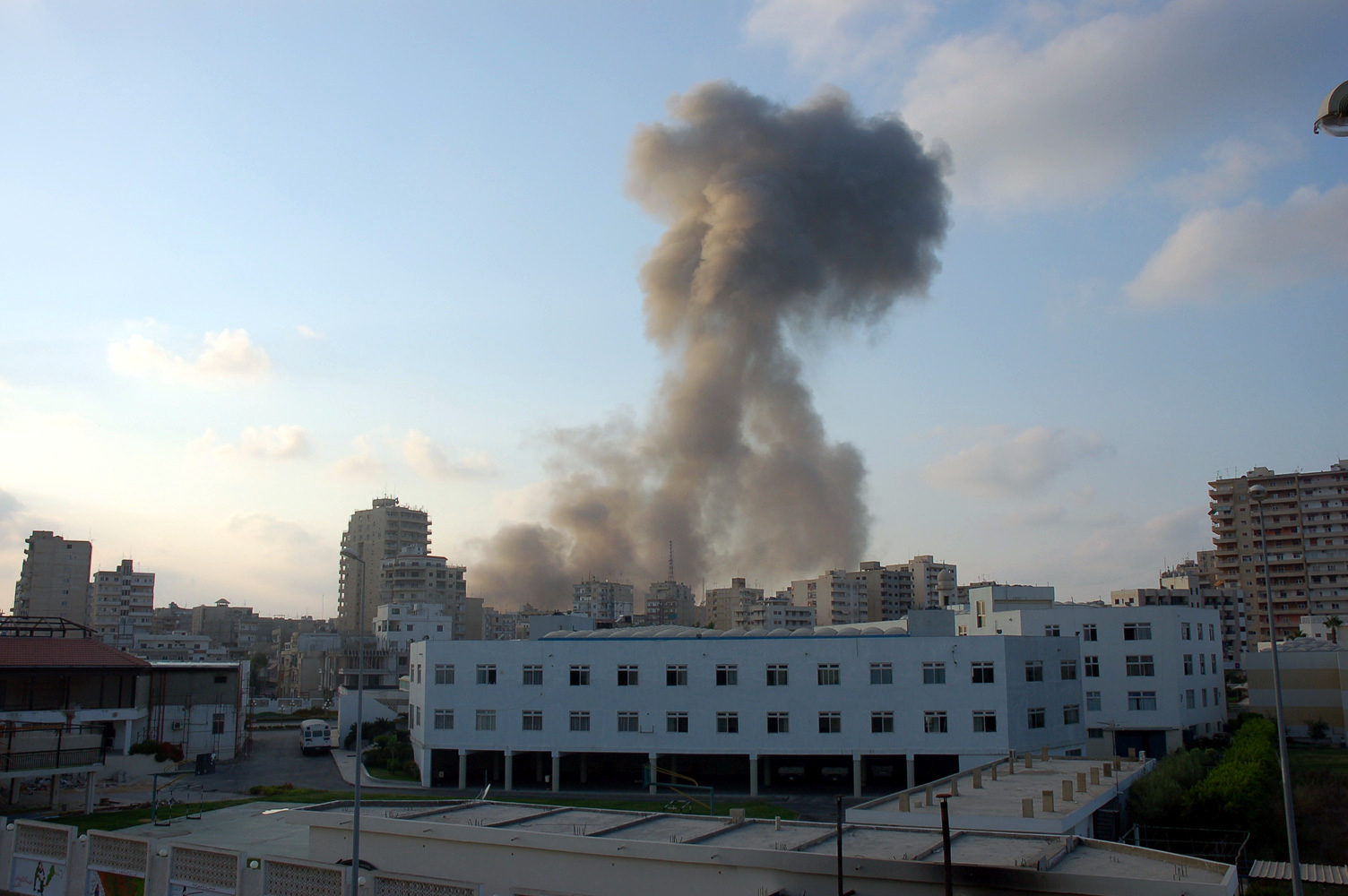
الدخان في مدينة صور بسبب الطائرات المقاتلة التابعة لسلاح الجو الإسرائيلي التي هاجمت مواقع حزب الله.

دارت هذه الحرب بين الجيش الإسرائيلي وتنظيم حزب الله اللبناني[ ؟ ] وكان ذلك في صيف عام 2006م اثر قيام حزب الله بعملية تدعى (الوعد الصادق) عندما قامت عناصره باختطاف جنديين إسرائيليين على الحدود اللبنانية الفلسطينية المحتلة وقد أظهر حزب الله في هذه الحرب أسلحة هرّبت إليه من إيران عن طريق سورية متطورة نسبياً، كذلك قام الحزب بضرب بعض المواقع في إسرائيل كان أهمها مدينة حيفا وكانت الخسائر الاقتصادية كبيرة يوميأعلى الكيان الصهيوني وفق اعترافاته، بينما ألحقت الهجمات الإسرائيلية[ ؟ ] خسائر كبيرة في البنية التحتية للبنان وجنوبه بشكل عام والضاحية الجنوبية لبيروت بشكلٍ خاص ومكثف إذ أن إسرائيل لم تقصف أي منطقة أخرى بنفس القوة والكثافة التي قصفت بها الجنوب والضاحية وهما مركزا الثقل الشيعي في لبنان.

### نتائج الحرب
- اعتراف رئيس الوزراء الإسرائيلي بوجود خلل في قيادة الجيش الإسرائيلي وتشكيل لجنة للتحقيق في أسباب وجود ثغرات نفذ منها حزب الله لضرب إسرائيل (لجنة فينوغراد).
- فشل إسرائيل في استعادة الجنديين المخطوفين.
- اخفاق إسرائيل في اجتياح المناطق التي خططت لاجتياحها في جنوب لبنان.
- تدمير جزء كبير من البنية التحتية اللبنانية.
- أزمة سياسية داخلية لبنانية انتهت بتوقيع اتفاق الدوحة.
- انتشار قوات دولية في الجنوب اللبناني.
- زيادة تنامي الشعور القومي العربي والإسلامي.
- ازمة سياسية داخل الحكومة الإسرائيلية[ ؟ ].
- ظهور الصواريخ كسلاح استراتيجي مهم في الحروب القادمة.
- تحرير الأسرى اللبنانين وجثامين الشهداء.

## الحرب على غزة (2008–09)

جانب من قصف الطائرات الإسرائيلية لقطاع غزة.

في اواخر عام 2008 وبعد حصار دام أكثر من ستة أشهر من قبل إسرائيل شن الجيش الإسرائيلي هجوم وحشي مغاير للإنسانية على قطاع غزة بحجة تدمير حركة حماس
فبدأ بالقصف الجوي والبحري الكثيف على قطاع غزة لتدمير القطاع حتى تجبر المقاومة على الاستسلام وتجريدها من الأسلحة وبعد عدة أيام قتل نزار ريان أحد أكبر قادة حركة حماس وقتلت أفراد أسرته الثمانية، وبعد
عدة أيام بدأ الهجوم الإسرائيلي البري وعاد القتل إلى القطاع وتمكنت حركة حماس من قتل اللواء المسوؤل عن لواء غولاني أقوى الألوية الأسرائيلية وطوال 22 يوم لم تستطع القوات الإسرائيلية القضاء على حركات المقاومة في القطاع.

### نتائج الحرب
- قتل 1387 فلسطيني تقريباَ بينما قتل في الجانب الإسرائيلي 3 مواطنين و10 جنود (في الجانب الفلسطيني كان غالبية الشهداء من المدنيين الذين لم يشاركوا في الحرب.[3]).
- جرح 8000 فلسطينياً تقريباَ.
- انسحاب القوات الإسرائيلية من دون تحقيق أهدافها.
- مساعدة عربية لأهل القطاع بأرسال عشرات آلاف الأطنان من الطعام والدواء والبطانيات بالإضافة للمساعدات النقدية.

## حرب غزة الثانية (حجارة السجيل)
في منتصف شهر نوفمبر من العام 2012 أقدم سلاح الجو الإسرائيلي على اغتيال رئيس أركان كتائب الشهيد عز الدين القسام في غزة أحمد الجعبري، وتلا هذا الاغتيال رد من المقاومة الفلسطينية بالصواريخ على المستوطنات الإسرائيلية أعقبه هجوم مكثف شنه الجيش الإسرائيلي على قطاع غزة بهدف وقف الصواريخ وقد استمر القصف الجوي الكثيف على قطاع غزة لمدة أسبوع دون أن تتوقف راجمات المقاومة الفلسطينية عن السقوط على البلدات الإسرائيلية.
وقد شهدت هذه الحرب التي سمتها كتائب القسام معركة «حجارة السجيل» وسمتها إسرائيل «عمود السحاب»، شهدت قصف المقاومة الفلسطينية لمدن تل أبيب والقدس المحتلتين لأول مرة منذ عقود.

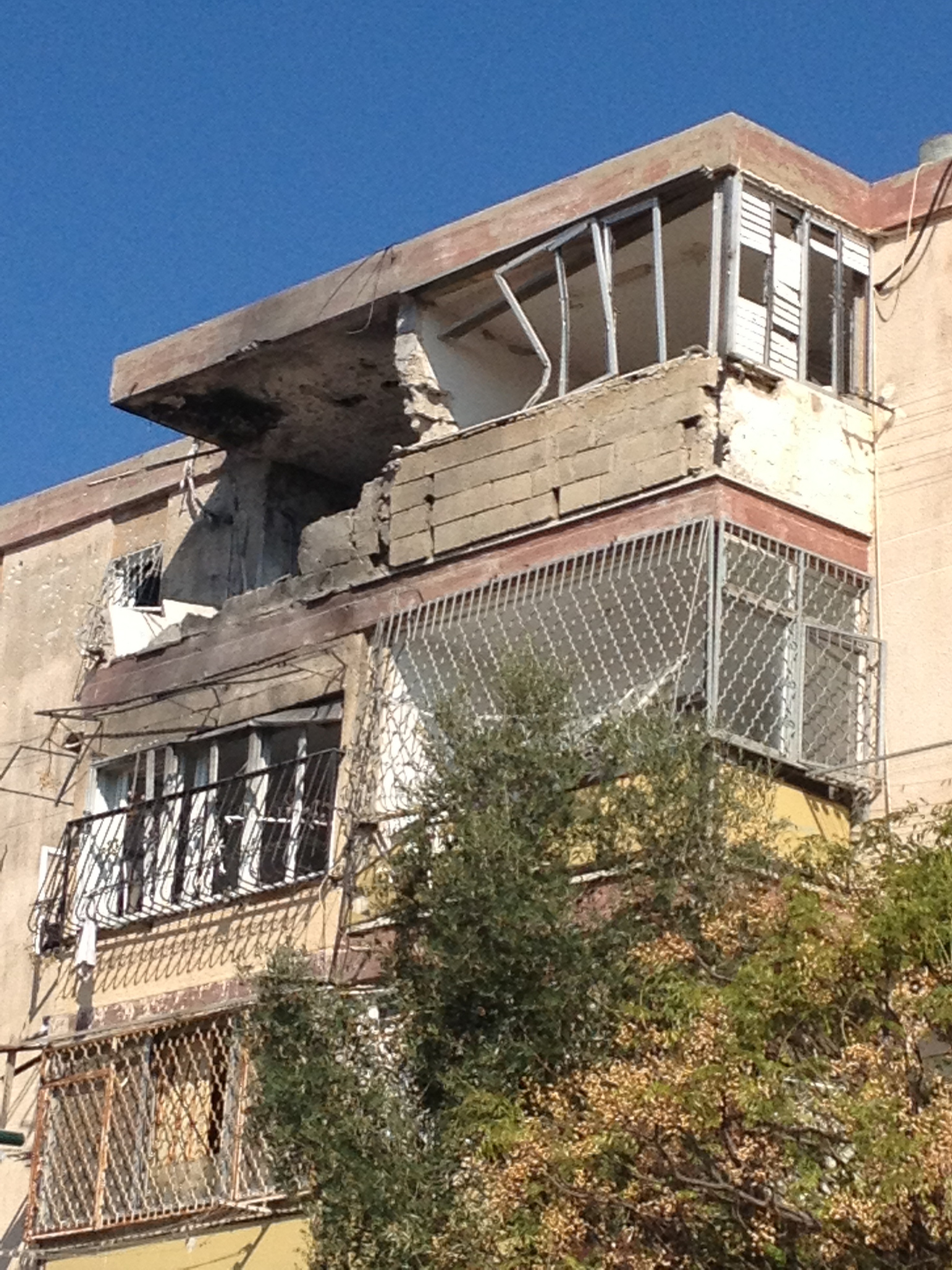
منزل إسرائيلي مدمر بكريات ملاخي نتيجة سقوط صاروخ فلسطيني

### نتائج الحرب
- سقوط 164 فلسطيني قتلى، بينما قتل في الجانب الإسرائيلي أكثر من 4 جنود.
- توقيع اتفاقية وقف إطلاق النار بوساطة مصرية.

## حرب غزة الثالثة (العصف المأكول)
نزاع عسكري بين إسرائيل وحركات المقاومة الفلسطينية في قطاع غزة بدأ فعلياً يوم 8 يوليو 2014 والتي أطلق عليها الجيش الإسرائيلي عمليةالجرف الصامد وردت كتائب عز الدين القسام بمعركةالعصف المأكول وردت حركة الجهاد الإسلامي بعمليةالبنيان المرصوص بعد موجة عنف تفجرت مع خطف وتعذيب وحرق الطفل محمد أبو خضير من شعفاط على أيدي مجموعة مستوطنين في 2 يوليو 2014، وإعادة اعتقال العشرات من محرري صفقة شاليط، وأعقبها احتجاجات واسعة في القدس وداخل عرب 48 وكذلك مناطق الضفة الغربية، واشتدت وتيرتها بعد أن دهس إسرائيلي اثنين من العمال العرب قرب حيفا، وتخلل التصعيد قصف متبادل بين إسرائيل والمقاومة الفلسطينية في قطاع. تخلل هذه الحرب عدة عمليات عسكرية مثل عملية ناحل عوز وعملية العاشر من رمضان.

### نتائج الحرب
- 2147 قتيلًا و870 10 جريح (فلسطين).
- 72 قتيلًا، و720 جريح (إسرائيل).

## هبّة القدس
الانتفاضة الفلسطينية الثالثة أو انتفاضة القدس، وكذلك سُميت انتفاضة السكاكين، هي موجة احتجاجات وأعمال عنف تشهدها الضفة الغربية وقطاع غزة وإسرائيل منذ بداية أكتوبر 2015 حتى 2016. تميزت بقيام فلسطينيين بعمليات طعن متكررة لعسكريين ومستوطنين إسرائيليين، وكذلك قيام إسرائيليين يهود بطعن فلسطينيين، وإعدامات ميدانية للفلسطينيين بحجج محاولتهم تنفيذ عمليات طعن. تزامنت الأحداث أيضًا مع تنفيذ القوات الإسرائيلية ضربات جوية على قطاع غزة الذي انطلقت منه صواريخ نحو إسرائيل.

## مسيرات العودة
في الذكرى السنوية الثانية والأربعين ليوم الأرض الفلسطيني، الموافق 30 مارس 2018، التي شملت مسيرات في العديد من المناطق في فلسطين وأخرى مناصرة لها، قَتل الجيش الإسرائيلي 16 فلسطينيا، وذلك عندما فتحَ النار على مظاهرةٍ كانت تجري على حدود قطاع غزة، وشملت مظاهرات حرق لإطارات مطاطية ورشق الحجارة واستعمال الطائرات الورقية المشتعلة لحرق الحقول الزراعية في المستوطنات. جاءَت هذه المظاهرات في إطار دعوة للجنة التنسيقية العليا لمسيرات العودة، حيثُ دَعت إلى حراكٍ سلمي فلسطيني يبدأ يوم الجُمعة 30 مارس 2018 في الذكرى الثانية والأربعين ليوم الأرض الفلسطيني، وأن تستمر حتى ذكرى النكبة الفلسطينية يوم 15 مايو 2018.

### نتائج المسيرات

#### اشتباكات غزة-إسرائيل (نوفمبر 2018)
اشتباكات غزة-إسرائيل (نوفمبر 2018) هي اشتباكات اندلعت في 11 نوفمبر 2018 على إثر عمليةٍ سريةإسرائيلية نُفذت في منطقة خان يونس جنوبي قطاع غزة، وقد قُتل 7 فلسطينيين في هذا الهجوم، ومن الجانب الإسرائيلي، قُتل واحد، وأيضًا أُصيب 6 فلسطينيين وإسرائيلي واحد.

#### اشتباكات غزة-إسرائيل (مايو 2019)
اشتباكات غزة-إسرائيل (مايو 2019) هو تصعيد عسكري بين إسرائيل وحركات المقاومة الفلسطينية في قطاع غزةبدأ فعليًا يوم الجمعة الموافق للثالث من أيّار/مايو 2019 وانتهى الساعة 4.5 فجر يوم الاثنين من أيار/مايو 2019. تخلّل التصعيد قصف متبادل بين إسرائيل والمقاومة الفلسطينية في قطاع غزة.

#### اشتباكات غزة-إسرائيل (نوفمبر 2019)
بدأت الاشتباكات بين الجيش الإسرائيلي و‌حركة الجهاد الإسلامي في فلسطين في صبيحة يوم 12 تشرين الثاني/نوفمبر 2019 وذلك في أعقاب اغتيال القائد الميداني لسرايا القدس بهاء أبو العطا في غزة على يدِ طائرات الاحتلال التي استهدفت منزله بشكلٍ مباشرٍ ما تسبَّب في مقتله رفقة زوجته وكذا محاولة قتل القيادي في حركة الجهاد أكرم العجوري الذي كان حينها في دمشق بسوريا. ردّت الجهاد عبر ذراعها العسكري سرايا القُدس على الاستهداف الإسرائيلي لقادتها عبر إطلاقِ عددٍ من الصواريخ صوبَ «المستوطنات الإسرائيليّة» بما في ذلك صواريخ طويلة المدى أُطلقت باتجاهِ تل أبيب. عادت إسرائيل من بعد لتشنَّ عددًا من الغارات الجوية المُكثّفة والقصف المدفعي على قطاع غزة مما أسفرَ عن مقتل وجرحِ العديد من المدنيين.

## هبة الشيخ جرّاح
هي موجة احتجاجات تشهدها الضفة الغربية وقطاع غزة وإسرائيل منذ بداية مايو 2021 حتى الآن. شهدت مناطق عديدة في القدس الشرقية، صدامات شديدة، بين مُتظاهرين فلسطينيين من جهة، ومستوطنين يهود وقوات الشرطة الإسرائيلية، على خلفية قرارات قضائية إسرائيلية، بإخلاء بيوت من حي الشيخ جراح، من سكانها الفلسطينيين، لصالح جمعيات استيطانية إسرائيلية. وفيما يُدافع الأهالي عن ملكياتهم للعقارات التي ولدوا وترعرعوا فيها في حي الشيخ جراح، ويدعي مستوطنون يهود أنهم اشتروا تلك العقارات من جمعيات يهودية، كانت قد اشترت بدورها أراضي تلك العقارات منذ قرابة قرن، بحسب ما نشرته وسائل الإعلام الإسرائيلية. تزامنت الأحداث أيضًا مع تنفيذ القوات الإسرائيلية ضربات جوية على قطاع غزة الذي انطلقت منه صواريخ نحو إسرائيل.

## عملية طوفان الأقصى
معركة طوفان الأقصى، وفي إسرائيل عملية السيوف الحديدية، هي عملية عسكرية ممتدة شنَّتها فصائل المقاومة الفلسطينية في قطاع غزة وعلى رأسها حركة حماس عبر ذراعها العسكري كتائب الشهيد عز الدين القسام في أول ساعات صباح يوم السبت 22 ربيع الأوَّل 1445 هـ (7 تشرين الأول/أكتوبر 2023 م)، إذ أعلن القائد العام للكتائب محمد الضيف، بدء العملية ردًّا على «الانتهاكات الإسرائيلية في باحات المسجد الأقصى المبارك واعتداء المستوطنين الإسرائيليين على المواطنين الفلسطينيين في القدس والضفة والداخل المحتل».